# Wanna Be
"Wanna Be" é uma canção do disc jockey brasileiro Mister Jam. Conta com a participação da artista compatriota Wanessa nos vocais, sendo o último trabalho da cantora antes de retomar o sobrenome Camargo. Foi composta pelos dois artistas em parceria com Lena Leon e Aurora Pfeiffer, e lançada como single no Spotify em 14 de agosto de 2015 e para download digital em 21 de agosto pela Massiva Media, produtora pertencente à Jam. A canção foi incluída na trilha sonora da telenovela A Regra do Jogo, da Rede Globo.

## Lyricvideo
No vídeo é baseado em elementos da pop art, e a letra da música é exibida em cima das fotos da cantora. Lucas Duarte, do portal B'pop classificou o lyric video como colorido e descontraído, com "muita cor, estampas e Wanessa's", em referências às várias imagens da cantora que aparecem durante este.

## Promoção
"Wanna Be" foi apresentada pela primeira vez em 11 de agosto, antes de seu lançamento, na casa de show Flexx, em São Paulo. Em 25 de agosto foi anunciado que a faixa faria farte da trilha sonora da novela A Regra do Jogo, da Rede Globo. Em 19 de setembro "Wanna Be" teve sua primeira apresentação na televisão no Legendários, da Rede Record, tendo ao palco apenas Wanessa. Em 21 de outubro a canção foi interpretada no programa Encontro com Fátima Bernardes.

## Desempenho comercial
No serviço de streaming online Spotify, "Wanna Be" atingiu o pico de #124 no Brasil e #131 em Portugal.

## Prêmios

### Prêmio DNA da Balada
| Ano  | Categoria                      | Nomeação                 | Resultado | Ref.         |
| ---- | ------------------------------ | ------------------------ | --------- | ------------ |
| 2015 | Melhor Featuring               | Wanna Be (feat. Wanessa) | Venceu    | [ 13 ] [ 3 ] |
| 2015 | Melhor Música Nacional (Pista) | Wanna Be (feat. Wanessa) | Venceu    | [ 13 ] [ 3 ] |

## Histórico de lançamento
| País   | Data                 | Formato(s)       | Gravadora     |
| ------ | -------------------- | ---------------- | ------------- |
| Mundo  | 14 de agosto de 2015 | Streaming online | Massiva Media |
| Brasil | 21 de agosto de 2015 | Download digital | Massiva Media |